# 无须鳕

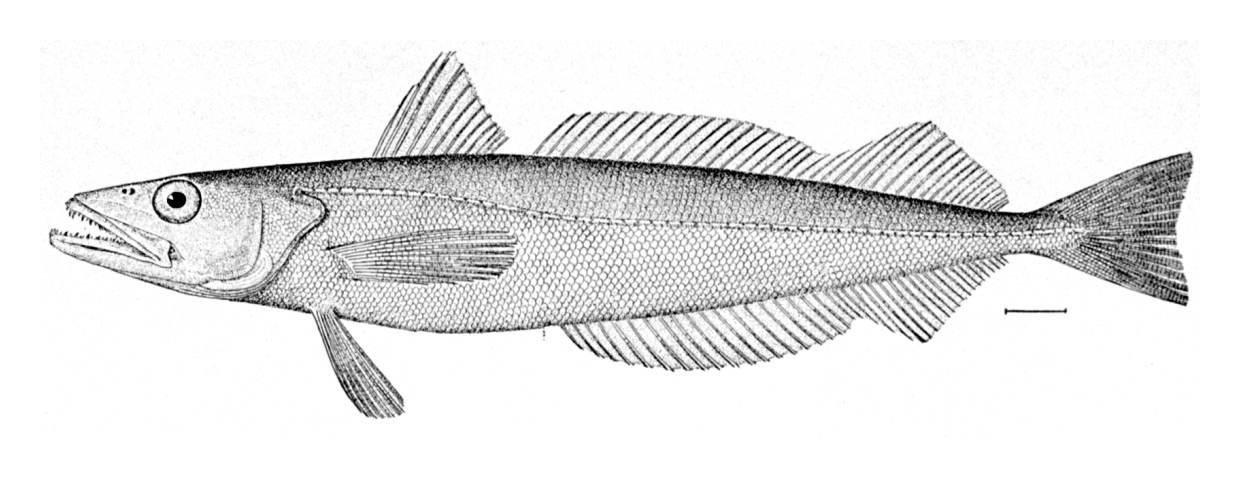
双线无须鳕

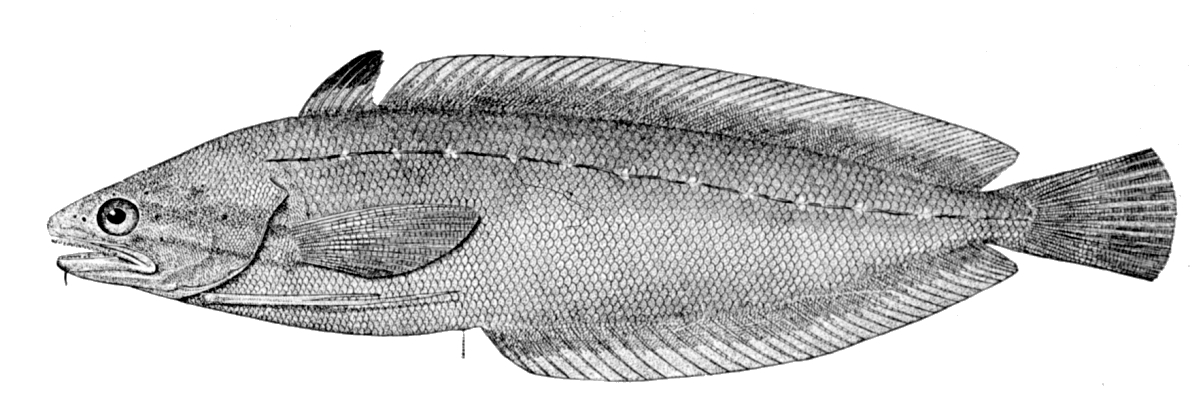
斑鳍长鳍鳕

无须鳕（英語：Hake）是北部和南部海洋的梭鳕科以及北部海洋的褐鳕科的鱼的俗名。无须鳕与鳕鱼和黑线鳕属于同一分类目，鳕形目，并且是一种重要的商业鱼类。

## 概况
无须鳕是中型至大型鱼类，平均重量为0.5至3.6公斤，而有样本重量可达27公斤。无须鳕的长度可达1米，寿命长达14年。
无须鳕生活在大西洋和太平洋200至350米深的水域中。白天呆在深水中，晚上则游到浅水处。无须鳕是一种无辨别捕食者，以海底附近或海底发现的猎物为食。雄性和雌性无须鳕在外观上非常相似。
产卵后，无须鳕的卵和幼虫漂浮在海面上并发育。一段时间后，小无须鳕会迁徙到大约200米深的海底。

## 梭鳕科
梭鳕科有13种无须鳕，包括
- 欧洲无须鳕
- 澳洲无须鳕

## 商业用途
并非所有鳕鱼种类都具有重要的商业价值，但深水和浅水鳕鱼生长迅速并因此成为主要的商业品种。供人类食用的无须鳕产品的质量指标包括白色肉质，无褐变、干燥或灰色迹象，并具有海水新鲜气味。无须鳕以冷冻制品、鱼片、新鲜、熏制或腌制的形式出售。

### 渔业
深海鳕鱼的捕捞方式以拖网捕捞为主，浅水鳕鱼则多采用近海拖网和延绳钓捕捞。无须鳕主要分布在西南大西洋（阿根廷和乌拉圭）、东南太平洋（智利和秘鲁）、东南大西洋（纳米比亚和南非）、西南太平洋（新西兰）、地中海和黑海（意大利、葡萄牙、西班牙、希腊和法国）。

### 过度开发
由于过度捕捞，阿根廷无须鳕渔获量急剧下降。大约80%的成年无须鳕已经从阿根廷水域消失。预计阿根廷无须鳕不会消失，但其种群数量可能太少，以至于商业捕捞不再经济可行。此外，阿根廷的就业因渔业中工作岗位减少而受到了不利影响。阿根廷无须鳕价格因鳕鱼稀缺而上涨，进一步减少了出口并影响了经济。
在智利，海鲜出口，尤其是智利无须鳕，也在今年大幅下降，造成其出口量下降了近19%。这一下降的主要原因是2010年2月智利地震和海啸。这些灾难摧毁了大多数加工厂，特别是生产鱼粉和冷冻鱼片的制造公司。
由于地中海和黑海的无须鳕枯竭，欧洲无须鳕的捕获量也远低于历史水平。然而，造成这种下降的因素可能有多种，包括年捕捞总量过高、捕捞不可持续、生态问题、幼鱼捕捞量或未登记的捕捞量。
纳米比亚是唯一无须鳕配额增加的国家，从2009年的130,000吨增加到2010年的145,000吨。此外，纳米比亚渔业部对鳕鱼的捕捞遵守严格的规定。例如，鳕鱼的禁渔期大约持续两个月，即九月和十月，具体取决于库存水平。该规则的应用是为了确保无须鳕种群的再生。补充限制规定禁止在水深200米以下的水域拖网捕捞无须鳕（以避免破坏非目标物种栖息地）并尽量减少副渔获物。